# Jonathan Donais
Jonathan Donais (5 aprile 1980) è un chitarrista statunitense, chitarra solista del gruppo metal statunitense Shadows Fall e del gruppo thrash metal Anthrax.

## Biografia
Usava un modello disegnato da lui chiamato "X81 Face Eraser" prodotto dalla Washburn Guitars, possiede uno stile che ricorda molto lontanamente quello di Zakk Wylde. Dal 2007 ai primi del 2011 è stato anche endoserman della marca di chitarre e bassi giapponese ESP. Negli ultimi tempi con la seguente entrata negli Anthrax nel 2013, il chitarrista è entrato a far parte del roaster Legator Guitars, con il suo modello Jon Donais Signature Ninja Reverse 300-PRO. Il suo stile è molto veloce e contraddistinto da una vena thrash metal anni 80 molto marcata. Jon è conosciuto anche per la sua ritmica, perché è solito passare da riff thrash a stacchi groove inserendo assoli molto melodici ma al contempo veloci come si può sentire nell'album For All Kings degli Anthrax, a cui ha preso parte.

## Discografia

### Con gli Shadows Fall

#### Album in studio
- 1998 - Somber Eyes to the Sky
- 2000 - Of One Blood
- 2002 - The Art of Balance
- 2004 - The War Within
- 2006 - Fallout from the War
- 2007 - Threads of Life

#### EP
- 1998 - To Ashes
- 2001 - Deadworld

### Con gli Anthrax

#### Album in studio
- 2016 - For All Kings